# Mikhail Antonov
Pour les articles homonymes, voir Antonov.
Mikhail Antonov, né le 4 janvier 1986, est un coureur cycliste russe.

## Palmarès
- 2009
  - Mayor Cup
  - Mémorial Oleg Dyachenko
  - Udmurt Republic Stage Race :
    - Classement général
    - Prologue, 1re, 7e (contre-la-montre) étapes
- 2010
  - Circuit des Ardennes :
    - Classement général
    - 1re étape

  - Tour du Loir-et-Cher
- 2011
  - 5e étape du Tour du Loir-et-Cher
  - 2e du Miskolc GP
- 2012
  - 3e du Tour de La Rioja

## Classements mondiaux
| Année           | 2006 | 2007 | 2008  | 2009 | 2010 | 2011 | 2012 | 2013  |
| --------------- | ---- | ---- | ----- | ---- | ---- | ---- | ---- | ----- |
| UCI Asia Tour   |      |      | 285e  |      |      |      |      |       |
| UCI Europe Tour | 968e | 645e | 1289e | 191e | 103e | 329e | 315e | 1026e |